# Эфекеле, Маламин
Маламин Эфекеле (фр. Malamine Efekele; род. 19 июля 2004, Ливри-Гарган) — французский футболист конголезского происхождения, нападающий клуба «Серкль Брюгге».

## Клубная карьера
Эфекеле — воспитанник клубов «Бонди» и «Монако». В 2023 году игрок был включён в заявку на сезон последнего. В начале 2024 года Эфекеле на правах аренды перешёл в бельгийский «Серкль Брюгге». 26 января в мате против льежского «Стандарда» он дебютировал в Жюпиле лиге. 4 мая в поединке против «Генка» Маламин забил свой первый гол за «Серкль-Брюгге».

## Международная карьера
В 2023 году в составе молодёжной сборной Франции Эфекеле принял участие в молодёжном чемпионате мира в Аргентине. На турнире он сыграл в матчах против команды Гамбии и Южной Кореи.